# ایبراگیموتار
ایبراگیموتار (روسی: Ибрагимотар)  یک روستا در ناحیه داغستان در کشور روسیه است.